# Wojciech Salski
Wojciech Salski (ur. 28 czerwca 1935 w Warszawie) – polski geolog, specjalista geologii złóż surowców mineralnych, a zwłaszcza złóż rud metali, oraz geologii gospodarczej.

## Młodość
Do 1939 mieszkał wraz z rodzicami w Rzgowie koło Łodzi. Tuż przed wybuchem wojny rodzina przeniosła się do Kielc, gdzie przebywała przez całą okupację i później do 1948. Tutaj ukończył szkołę podstawową im. Stanisława Staszica. Odbywane w tym czasie samodzielne wyprawy do kamieniołomu wapieni dewońskich Kadzielnia na peryferiach miasta i zbieranie okazów kalcytu być może wpłynęły na jego późniejsze zainteresowania. W 1948 cała rodzina przeniosła się do Warszawy. W 1952 ukończył szkołę ogólnokształcącą TPD nr 3, w której uzyskał świadectwo dojrzałości i podjął studia na Wydziale Geologii Uniwersytetu Warszawskiego. Specjalizował się w zakresie geologii stratygraficzno-poszukiwawczej. Pracę dyplomową Zdjęcie geologiczne okolicy Mąchocic w Górach Świętokrzyskich wykonał pod kierunkiem prof. Jana Samsonowicza i w 1957 uzyskał tytuł magistra. Po uzyskaniu dyplomu przez krótki czas pracował w Instytucie Geologicznym w Warszawie, w Zakładzie Geologii Struktur Wgłębnych Niżu.

## Praca w górnictwie
W tym samym roku podjął pracę w górnictwie rud żelaza w rejonie częstochowskim. Przez okres trzech lat sprawował funkcję geologa w kopalniach Jerzy, Czesław, Wręczyca, Przystajń i Krystyna. Wykonywał w tym czasie całość prac geologicznych związanych z eksploatacją górniczą, w tym przede wszystkim z rozpoznaniem warunków geologicznych i hydrogeologicznych w podziemnych wyrobiskach, opróbowaniem złoża oraz bilansowaniem zasobów i gospodarką złożem.
W 1960 przeniósł się do Lubina, gdzie po odkryciu złoża rud miedzi w monoklinie przedsudeckiej rozpoczynano budowę kopalni Lubin. Przez okres ponad czterech lat sprawował obsługę geologiczną głębionych szybów, w tym prowadził pierwsze szczegółowe rozpoznanie złoża w szybie wschodnim L-III tejże kopalni. Równocześnie wykonywał funkcję zastępcy głównego geologa Kombinatu Górniczo-Hutniczego Miedzi w Lubinie.
W 1965 przeszedł do tworzonego przy KGHM Zakładu Badań i Doświadczeń, przekształconego później w Zakład Doświadczalny. Objął w tej placówce stanowisko kierownika Pracowni Geologii Kopalnianej i prowadził w wyrobiskach górniczych kopalni Lubin i Polkowice badania w zakresie tektoniki, hydrogeologii i geotermiki. Głównym jego zainteresowaniem stały się deformacje tektoniczne w utworach skalnych monokliny przedsudeckiej, a w szczególności w złożu rud miedzi. Zebrane na ten temat materiały stały się podstawą pracy doktorskiej przygotowanej pod kierunkiem prof. Józefa Oberca na Wydziale Nauk Przyrodniczych Uniwersytetu Wrocławskiego. W 1971 obronił pracę Budowa tektoniczna okolic Lubina i Polkowic i uzyskał stopień doktora. W związku z ograniczeniem działania komórki geologicznej Zakładu Doświadczalnego, w tym samym roku przeniesiony został do Zakładów Górniczych Rudna w budowie w Polkowicach, gdzie objął funkcję geologa górniczego i zastępcy głównego geologa. Zajmował się całokształtem problemów geologicznych związanych z budową kopalni rud miedzi oraz z nadzorem geologicznym, górniczych robót inwestycyjnych.
W 1972 został przeniesiony służbowo do Zakładów Badawczych i Projektowych Miedzi Cuprum we Wrocławiu na stanowisko kierownika Zakładu Geologii Stosowanej. Wraz z podległym zespołem zajmował się zagadnieniami rozpoznawania warunków geologicznych i hydrogeologicznych złoża rud miedzi oraz cynku i ołowiu, a także racjonalną gospodarką zasobami. Większość tematów była realizowana w ramach Programu Rządowego PR-2 Optymalne wykorzystanie zasobów i rozwój produkcji wyrobów z miedzi i jej stopów. W ramach tego programu koordynował również udział innych ośrodków naukowych, jak Instytut Geologiczny w Warszawie i Akademia Górniczo-Hutnicza w Krakowie.
W 1976 otrzymał Nagrodę Naukową Polskiej Akademii Nauk za publikację Tektonika okolic Lubina. W 1978 powołany został na stanowisko docenta. W okresie pracy w ZBiPM Cuprum wyjeżdżał w charakterze konsultanta do:
- Niemieckiej Republiki Demokratycznej (1973, 1975) w związku z zamierzoną przez stronę niemiecką budową kopalni rud miedzi w rejonie Spremberg,
- do Jugosławii – Macedonii (1974) wspólnie z dr Janem Wyżykowskim w sprawie poszukiwania złóż rud miedzi,
- do Algierii (1977, 1978) w sprawie gospodarczego wykorzystania złóż rud metali nieżelaznych oraz
- do Argentyny (1980) w związku ze staraniami strony polskiej o prace w zakresie poszukiwań złóż kopalin i górniczego ich wykorzystania.

W trakcie pracy we Wrocławiu pełnił funkcję wiceprzewodniczącego Wrocławskiego Oddziału Polskiego Towarzystwa Geologicznego oraz był współorganizatorem 50 Zjazdu PTG we wrześniu 1978.

## Praca w administracji rządowej
W 1982 przeniósł się do Warszawy, gdzie objął stanowisko głównego geologa w Ministerstwie Hutnictwa i Przemysłu Maszynowego. Przedmiotem jego działania był całokształt polityki surowcowej resortu, w tym zwłaszcza problematyka racjonalnego wykorzystywania zasobów złóż eksploatowanych, zagospodarowanie nowych złóż oraz ustalanie kierunków dalszych prac geologicznych. Wymienione kierunki dotyczyły rud miedzi oraz cynku i ołowiu, rud niklu, rud żelaza i surowców ogniotrwałych.
W 1983 przeszedł do pracy w Centralnym Urzędzie Geologii na stanowisko wicedyrektora Departamentu Gospodarki i Ochrony Kopalin, a po zlikwidowaniu tej instytucji w 1985 – do Ministerstwa Ochrony Środowiska i Zasobów Naturalnych. W 1988 powołany został na dyrektora Departamentu Rozwoju Geologii i Polityki Ochrony Zasobów Naturalnych. W gestii departamentu znajdował się szeroki wachlarz zagadnień związanych z poszukiwaniem i dokumentowaniem złóż kopalin, ich ochroną i racjonalnym wykorzystaniem, a także dokumentowaniem i ochroną zasobów wód podziemnych na obszarze całego kraju. Był członkiem Komisji Zasobów Kopalin, najpierw w Centralnym Urzędzie Geologii, a następnie w MOŚiZN (1984−1992).
W latach 1984−1986 był członkiem Komitetu Zrównoważonej Gospodarki Surowcami Mineralnymi PAN, a w kadencji 1987−1989 członkiem Rady Naukowej Zakładu Ochrony Przyrody i Zasobów Naturalnych PAN w Krakowie. W latach 1981–1991 był członkiem Rady Naukowej w ZBiPM Cuprum we Wrocławiu. Był też członkiem powołanych przez Prezesa Rady Ministrów: Komisji ds. Reformy Prawa Górniczego i Geologicznego oraz Międzyresortowego Zespołu ds. Opracowania i Wykorzystania Bazy Surowców Mineralnych.
W 1986 wyjeżdżał do Algierii w charakterze konsultanta w sprawie poszukiwania złóż rud żelaza w rejonie Ouenzy.
Autor i współautor 59 opracowań archiwalnych dotyczących tektoniki monokliny przedsudeckiej, przestrzennej zmienności cech złoża i metodyki jego opróbowania, gospodarki zasobami rud miedzi oraz oceny potencjału zasobów kopalin w Polsce. Autor 34 koreferatów, recenzji i opinii.

## Odznaczenia
- Brązowy Krzyż Zasługi
- Srebrny Krzyż Zasługi
- Złoty Krzyż Zasługi
- Krzyż Kawalerski Orderu Odrodzenia Polski
- Złota Odznaka Zasłużony dla Polskiej Geologii
- Złota Odznaka Za Zasługi dla Ochrony Środowiska i Gospodarki Wodnej
- Złota Odznaka Budowniczy LGOM
- Srebrna Odznaka Zasłużony dla Górnictwa PRL
- Srebrna Odznaka Honorowa NOT
- Odznaka Honorowa Zasłużony dla KGHM Polska Miedź S.A.
- Honorowa szpada górnicza (1990)

## Zajęcia emerytalne
W 1990 przeszedł na emeryturę górniczą. Przez kilka lat współpracował z Państwowym Instytutem Geologicznym w Warszawie, z Zakładami Badawczymi i Projektowymi Miedzi Cuprum we Wrocławiu oraz z firmą Metanel S.A. w Warszawie, zajmującej się odzyskiem metanu z pokładów węgla. Jest współredaktorem i współautorem (wspólnie z Wiesławem Śliżewskim i Zbigniewem Wernerem) książki Polscy geolodzy na pięciu kontynentach. Posiada w swoim dorobku zawodowym 41 publikacji w czasopismach technicznych i naukowych oraz około 80 opracowań archiwalnych, opinii, ekspertyz itp.

## Ważniejsze publikacje
- Salski W., 1968, Charakterystyka litologiczna i drobne struktury łupków miedzionośnych monokliny przedsudeckiej. Kwart. Geol., t. 12, nr 4, s. 855-873, Warszawa.
- Salski W., 1972, Metodyka badań mezoskopowych zjawisk tektonicznych w wyrobiskach górniczych. Kwart. Geol., t. 16, nr 4, s. 978-994, Warszawa.
- Salski W., 1975, Tektonika okolic Lubina. Biul. Inst. Geol. 287. Z badań geologicznych regionu dolnośląskiego, t. 24, s. 61-198, Warszawa.
- Romanowska B., Salski W., 1977, Zmienność złoża rud miedzi monokliny przedsudeckiej. Geologia Sudetica, 12, nr 2, s. 49-77, Wrocław.
- Salski W., 1977, Rozwój tektoniczny obszaru miedzionośnego monokliny przedsudeckiej. Rocz. Pol. Tow. Geol., t. 47, nr 1, s. 27-48, Warszawa.
- Romanowska B., Salski W., 1978, Opróbowanie złoża rud miedzi monokliny przedsudeckiej. Przegl. Geol., t. 26, nr 4, s. 223-227, Warszawa.
- Kijewski P., Salski W., 1978, Cechsztyńska sól kamienna cyklotemu Z1 w południowo-zachodniej części monokliny przedsudeckiej. Geologia Sudetica, 13, nr 1, s. 97-139, Wrocław.
- Śliżewski W., Salski W., Werner Z., 2005, Polscy geolodzy na pięciu kontynentach (współautor i współredaktor). Wyd. PIG., 527 s., Warszawa.
- Salski W., 2007, Polska szkoła geologii. Kwart. Historii Nauki i Techn., t. 52, nr 1, s. 97-119, Warszawa.
- Salski W., 2018, Zmienność bazy zasobowej kopalin oraz produkcji górniczej Polski w okresie po II wojnie światowej. Biul. PIG. nr 473, p. 67-92, Warszawa.